# The Medium
The Medium (с англ. — «Медиум») — компьютерная игра в жанре квеста и психологического хоррора, разработанная польской студией Bloober Team.

## Игровой процесс
Главный герой The Medium — девушка-медиум Марианна, способная перемещаться между материальным миром и царством духов. Игрок управляет Марианной в режиме от третьего лица. Марианну преследует видение убийства ребёнка, и она посещает заброшенный отель-пансионат, где много лет назад разыгралась немыслимая трагедия. Мир духов представляет собой сюрреалистическое измерение, где находят свое отражение человеческие эмоции — гнев, страсти, тайны.

## Сюжет
Действие The Medium разворачивается в посткоммунистической Польше в 1990-х годах. Марианна, духовный медиум, помогающая обеспокоенным душам отыскать последнюю передышку, часто видит сон о мужчине, стреляющем в молодую девушку у озера. Скорбя по поводу смерти своего приемного отца, Марианна получает загадочный телефонный звонок от человека по имени Томас, который знает о её способностях. Томас предлагает объяснить происхождение способностей Марианны, а также значение сна. Тем не менее, Томас готов поговорить только в том случае, если Марианна встретит его на Курорте Рабочих Нивы, заброшенном курорте коммунистической эпохи в польском захолустье. Нива была закрыта правительством после Резни в Ниве несколькими годами ранее, когда было убито большое количество людей, а оставшиеся в живых покинули этот район.
Исследуя Ниву, Марианна обнаруживает, что это место имеет прочные связи с царством духов и свидетельствует о том, что Томас, менеджер курорта, и его дочь Лилианна были в эпицентре Резни в Ниве. В духовном мире она встречает Печаль, дух молодой девушки, которая предупреждает её об Утробе, враждебном и злобном духе, который сумел частично существовать в реальном мире и был ответственен за Резню в Ниве, овладев людьми и использовав их тела, чтобы убить остальных, и теперь выслеживает Марианну, чтобы утолить свой голод и сбежать из Нивы. Марианна неоднократно предлагает отправить Печаль в её покой, но та отказывается.
Марианна собирает достаточно улик, чтобы узнать, что Томас также был медиумом в результате предшествовавших нацистских и советских экспериментов, хотя его способности можно было использовать, чтобы отделить разум людей от их тел. Он сбежал обратно в Польшу и спрятался в Ниве, в конце концов обзаведясь семьей. Агент Służba Bezpieczeństwa по имени Генри обнаружил Томаса, подчинил его и заставил смотреть, как он поджег дом Томаса со своими детьми внутри, в результате чего Томас напал на него и убил его. Марианна понимает, что она дочь Томаса; она впала в кому из-за пожара, и Томас оставил её в больнице, а сам остался с Лилианн в Ниве.
Марианна обнаруживает бункер от радиоактивных осадков, спрятанный под руинами своего семейного дома, где она встречает духовную половину Томаса. Он объясняет Марианне, что Лилианне было трудно контролировать свои собственные силы, поэтому Томас держал её в бункере, параллельно работая над мистической технологией перемещения из материального мира в мир духов. Однако это не помешало силам Лилианны выйти из-под контроля, и она вызвала Утробу, которая вырвалась из бункера и стала причиной Резни в Ниве. Хотя духовная половина Томаса уверена, что Томас никогда не убил бы Лилианну, он не имеет представления о текущем местонахождении Томаса, более не чувствует его присутствие в материальном мире. Когда Утроба приближается, дух Томаса наполовину уверяет Марианну, что она единственная, кто может положить этому конец, и отправляет её, готовясь пожертвовать собой, чтобы задержать Утробу.
Все ещё обеспокоенная судьбой Лилианны, Марианна покидает бункер и направляется к озеру, которое она видела во сне. Там она встречает Лилианну, которая жива и здорова. Лилианна объясняет, что сон, который видела Марианна, — это не воспоминание о прошлом, а видение будущего. Она протягивает Марианне пистолет и умоляет её убить её, поскольку Утробу нельзя изгнать, пока она жива, и поэтому Печаль, её дух, отказалась отправить её с миром. Марианна колеблется и, учитывая слова Томаса, вместо этого угрожает убить себя, так как без неё в качестве медиума Утроба навсегда останется в ловушке в Ниве. Затем прибывает Утроба, экран гаснет, на мгновенье слышно тиканье часов и затем раздается выстрел.
Во флешбеке после титров в мире духов на фоне альтернативной версии Нивы Томас, переместившийся из материального мира, подбирает свои карманные часы, на которых ранее проверил работоспособность технологии перемещения между мирами.

## Разработка и выпуск
The Medium разработана польской студией Bloober Team. The Medium (ранее просто Medium) была первоначально анонсирована в 2012 году для ряда платформ — Wii U, PlayStation Vita, PlayStation 3, Xbox 360, iOS, Android и персональных компьютеров; первая опубликованная студией иллюстрация к игре изображала улицу в Японии и парящего над ней мужчину. Тем не менее, студия предпочла отложить разрабатываемый проект на будущее, считая тогдашние технологии недостаточно совершенными. В последующие годы проект был переработан и вновь анонсирован уже как игра для Microsoft Windows и Xbox Series X/S; выпуск The Medium состоялся 28 января 2021 года для PC и Xbox Series. Bloober Team называла игру своим самым крупным и амбициозным проектом. Студия подписала с компанией Microsoft соглашение о временной консольной эксклюзивности игры — The Medium не должна выйти на других консолях, кроме Xbox.
Пересматривая концепцию игры, Bloober Team отказалась от характерного для предыдущих игр этой студии вида от первого лица и перейдя к виду от третьего лица: с точки зрения разработчиков, эмоции персонажей должны производить более сильное впечатление на игрока, видящего лицо и глаза героя со стороны. Продюсер игры Анджей Земба подчеркивал, что в игре не должно быть никаких экранов загрузки — это должно сделать игровой процесс более атмосферным и кинематографическим; The Medium должна поддерживать разрешение 4K и технологию трассировки лучей. Разрабатывая дизайн сюрреалистического мира духов, Bloober Team вдохновлялась работами художника Здзислава Бексиньского. Ведущий дизайнер игры Войцех Пейко описывал главную идею The Medium словами «всеобщей истины не существует». В двух доступных в игре мирах используется музыка разных композиторов: музыкальное сопровождение для материального мира написал Аркадиуш Рейковский, а для мира духов — Акира Ямаока. Ямаока ранее работал над играми из серии Silent Hill, также послужившей источником вдохновения для игры; в частности, оттуда была заимствована идея фиксированных ракурсов камеры. По словам разработчиков, участие Ямаоки в разработке The Medium было для них «сбывшейся мечтой»; Пейко смог привлечь Ямаоку к проекту, продемонстрировав ему запись геймплея разрабатываемой игры.
В начале сентября 2021 года игра вышла на консоли Playstation 5, на новой платформе игра получила поддержку тактильной отдачи и адаптивных триггеров DualSense. 29 июня 2023 года вышла облачная версия игры для Nintendo Switch.

## Отзывы
| Сводный рейтинг       | Сводный рейтинг                    |
| Агрегатор             | Оценка                             |
| --------------------- | ---------------------------------- |
| Metacritic            | PC: 75/100 PS5: 75/100 XSX: 71/100 |
| OpenCritic            | 75/100                             |
| «Критиканство»        | 74/100                             |
| Иноязычные издания    |                                    |
| Издание               | Оценка                             |
| Edge                  | 5/10                               |
| Русскоязычные издания |                                    |
| Издание               | Оценка                             |
| 3DNews                | 7,0/10                             |
| «Канобу»              | 7/10                               |

The Medium получила преимущественно положительные отзывы, согласно агрегатору рецензий Metacritic.

### Награды
| Год  | Награда                         | Категория                                 | Результат | Прим.  |
| ---- | ------------------------------- | ----------------------------------------- | --------- | ------ |
| 2020 | Gamescom                        | Лучший приключенческий боевик             | Номинация | [ 23 ] |
| 2020 | Gamescom                        | Лучшая инди-игра                          | Номинация | [ 23 ] |
| 2021 | Hollywood Music in Media Awards | Лучший оригинальный саундтрек — видеоигра | Номинация | [ 24 ] |